# Imbituva
Imbituva este un oraș în Paraná (PR), Brazilia.